# Grace Phipps
Grace Victoria Phipps, conosciuta professionalmente anche come Grace Gilliam (Austin, 4 maggio 1992) è un'attrice, cantante e ballerina statunitense.

## Biografia
Grace Phipps nasce in Texas, a Austin, e cresce nelle città texane di Boerne e San Antonio: in quest'ultima si diploma alla Robert E. Lee High School nel 2010 e specializza in musical alla The North East School of the Arts. Nel corso della sua infanzia lavora presso il San Antonio's Magik Children's Theatre. Dopo essersi diplomata si trasferisce a Los Angeles per intraprendere la sua carriera di attrice: qui ottiene il ruolo di Bee nel remake del film del 1985 Fright Night. Successivamente ottiene la parte di Amy Martin nella serie televisiva Le nove vite di Chloe King, che viene cancellata dopo una sola stagione. Nel 2012 veste i panni di April Young, figlia del pastore Young, nella serie televisiva The Vampire Diaries, mentre nel 2013 è Megan nella sitcom Baby Daddy e Lela, una ragazza degli anni sessanta, nel film Disney per la televisione Teen Beach Movie. Dal 2017 al 2018 è nel cast principale della serie horror post-apocalittica Z Nation della Syfy, interpretando il ruolo della sergente Lilly Mueller. L'attrice sul set ha trovato anche l'amore facendo prima coppia fissa col collega Nat Zang (Diecimila) e poi sposandosi.

## Filmografia

### Cinema
- Fright Night - Il vampiro della porta accanto (Fright Night), regia di Craig Gillespie (2011)
- The Signal, regia di Marcus Stokes – cortometraggio (2013)
- Dark Summer, regia di Paul Solet (2015)
- L'odio che uccide (Some Kind of Hate), regia di Adam Egypt Mortimer (2015)
- Tales of Halloween, regia di registi vari (2015)

### Televisione
- Le nove vite di Chloe King (The Nine Lives of Chloe King) – serie TV, 10 episodi (2011)
- The Vampire Diaries – serie TV, 10 episodi (2012-2013)
- Teen Beach Movie, regia di Jeffrey Hornaday – film TV (2013)
- Baby Daddy – serie TV, episodi 2x06, 2x08 e 2x11 (2013)
- Supernatural – serie TV, episodio 9x01 (2013)
- Austin & Ally – serie TV, episodio 3x11 (2014)
- Hawaii Five-0 – serie TV, episodio 5x10 (2015)
- CSI: Cyber – serie TV, episodio 1x08 (2015)
- Teen Beach 2, regia di Jeffrey Hornaday – film TV (2015)
- Scream Queens – serie TV, episodi 1x01-1x02-1x04 (2015)
- Z Nation – serie TV, 16 episodi (2017-2018)

## Doppiatrici italiane
Nelle versioni in italiano dei suoi film, Grace Phipps è stata doppiata da:
- Giulia Catania in The Vampire Diaries, Teen Beach Movie
- Alessia Rubini in Fright Night - Il vampiro della porta accanto
- Sara Ferranti in Le nove vite di Chloe King
- Valentina Favazza in Baby Daddy
- Daniela Calò in Supernatural
- Anna Chiara Repetto in CSI: Cyber
- Gianna Gesualdo in Z Nation